# Pecora Escarpment
Pecora Escarpment ist eine etwa 11 km lange und unregelmäßige Geländestufe im westantarktischen Queen Elizabeth Land. Sie beinhaltet rund 56 km südwestlich der Patuxent Range die südlichsten Felsformationen der Pensacola Mountains. 
Geodätisch vermessen wurde es durch den United States Geological Survey und mithilfe von Luftaufnahmen der United States Air Force in den Jahren 1956 bis 1966. Dwight Smidt, Geologe in den Pensacola Mountains von 1962 bis 1966, benannte die Geländestufe nach William Thomas Pecora (1913–1972), achter Direktor des Survey von 1965 bis 1971.